# آلبرت اچ. والنتا
آلبرت اچ. والنتا (متولد ۲ اکتبر ۱۹۴۳) استاد فیزیک تجربی در دانشگاه سیگن آلمان است. وی در سال ۱۹۸۶ جایزه گوتفرید ویلهلم لایب نیتس را توسط بنیاد پژوهش آلمان دریافت کرد.

## زندگی
والنتا از سال ۱۹۶۳ تا ۱۹۶۹ در برلین و هایدلبرگ در رشته فیزیک تحصیل کرد و تا سال ۱۹۷۶ در پژوهشگاه فیزیک دانشگاه هایدلبرگ دستیار تحقیق بود. وی دکترای خود را در سال ۱۹۷۲ در مورد بومی سازی آثار ذرات با اندازه‌گیری زمان رانش الکترون در پیشخوان‌های بزرگ متناسب انجام داد. از سال ۱۹۷۶ تا ۱۹۸۱ وی به عنوان یک «ناظر و استاد تمام» در آزمایشگاه ملی بروکهاون در آپتون (نیویورک) مشغول بود و در سال ۱۹۸۱ استاد فیزیک تجربی شد.

## حرفه
از اول ژانویه ۲۰۰۰ تا ۳۱ دسامبر ۲۰۰۳، والنتا به عنوان عضو هیئت مدیره خدمات تبادل دانشگاهی آلمان بود و از اول آوریل ۲۰۰۱ تا ۳۱ مارس ۲۰۰۴، وی رهبری پروژه «فیزیک ۲۰۰۰ - رسانه جدید در شبکه دانشگاه را برای مطالعه پژوهش محور از فیزیک در نظر گرفتن مناطق کاربردهای مدرن به ملاحظه و گنجاندن یک سیستم اطلاعاتی دیجیتالی خود تکمیل شده»، که توسط BMBF با بیش از ۲ میلون بودجه تأمین شد، انجام داد. ۸ میلیون یورو سرمایه‌گذاری شد و ۶ دانشگاه شرکت کردند.
والنتا عضو کامل مرکز تحقیقات ژلیک در انجمن هلمهولتز است و از سال ۱۹۹۹ ریاست کمیته «تجهیزات، نوآوری‌ها و توسعه» کمیته بین‌المللی شتاب‌دهنده‌های آینده، دپارتمان IUPAP (از سال ۲۰۰۵) را بر عهده دارد.

## جوایز
در سال ۱۹۷۳ به دلیل پیشرفت اتاقک رانش چند سیم، به وی جوایز فیزیک انجمن فیزیکی آلمان اعطا شد. وی در زمان اقامتش در ایالات متحده، روی توسعه ردیاب‌های تصویربرداری برای کاربردهای زیست پزشکی کار کرد. او این کار را در سیگن ادامه داد و همچنین در پروژه‌های CERN و DESY روی پروژه‌هایی کار کرد. برای این کار او در سال ۱۹۸۶ به دلیل توسعه و استفاده از آشکارسازهای حساس به موقعیت الکترونیکی در برنامه‌های کاربردی زیست پزشکی و علوم مواد، جایزه لایب نیتس دریافت کرد.